# Lockheed Martin X-59 QueSST
El Lockheed Martin X-59 QueSST ("Quiet SuperSonic Technology") es una aeronave experimental supersónica que actualmente se encuentra en desarrollo por la división Skunk Works de Lockheed Martin. Su desarrollo nace dentro del programa Low-Boom Flight Demonstration de la Administración Nacional de Aeronáutica y el Espacio (NASA) de los Estados Unidos, con el fin de recopilar la suficiente información para determinar la viabilidad y aceptabilidad de volver a introducir aeronaves comerciales supersónicas para el transporte aéreo de pasajeros, algo que desapareció tras el retiro del Aérospatiale/BAC Concorde en el año 2003.  

## Desarrollo
En febrero de 2016, la Administración Nacional de Aeronáutica y el Espacio (NASA), le otorgó a la división Skunk Works de Lockheed Martin un contrato sobre el diseño preliminar de una aeronave de este tipo. Mediante la drástica reducción del sonido de las explosiones sónicas a tan solo 75 decibelios de nivel percibido (PLdB), de acuerdo a Lockheed Martin, equivale al sonido de una puerta de automóvil cerrándose, y con base al éxito del programa, con la información y los datos recopilados por el X-59, se podrían adoptar nuevas reglamentaciones aeronáuticas en lo que respecta a la operación de vuelos comerciales supersónicos sobre tierra. En 2017, la NASA comenzó a evaluar un modelo a escala del avión, de aproximadamente el 9% de su tamaño real, dentro del túnel de viento supersónico del Centro de Investigación John H. Glenn en Cleveland, Ohio. El modelo a escala fue probado a velocidades entre Mach 0,3 a Mach 1,6 con el fin de comprender la aerodinámica del diseño del avión, así como también los aspectos de su propulsión. Tiempo más tarde, el 2 de abril de 2018, Skunk Works fue finalmente seleccionada para llevar a cabo el diseño, construcción y evaluación en vuelo del avión, mediante un contrato de 247,5 millones de dólares. El avión finalmente recibió la designación y el nombre X-59 y QueSST, respectivamente, por parte de la Fuerza Aérea de los Estados Unidos (USAF) el 26 de junio de 2018. Durante ese mismo año, se comenzó a utilizar un simulador de vuelo en el Centro de Investigaciones de Vuelo Armstrong en la Base de la Fuerza Aérea Edwards, California y se continuó con las pruebas de túnel de viento 
en el Centro de Investigación Langley en Hampton, Virginia, con un modelo a escala de aproximadamente el 8% del tamaño del avión. Durante esta evaluación se realizaron pruebas estáticas de estabilidad y control, pruebas dinámicas de oscilación forzada y pruebas de visualización del flujo de aire utilizando técnicas de humo y láser. La fase del vuelo simulado a un alto ángulo de ataque proporcionó más datos en mayores ángulos de cabeceo que las pruebas anteriores a las que el modelo había sido sometido. Las primeras partes del avión fueron manufacturadas en noviembre de 2018 y en mayo de 2019 comenzaron a llegar a la planta de producción de Lockheed Martin en Palmdale, California. En junio de ese año se comenzó el ensamblado del avión y Skunk Works publicó los resultados de su estudio sobre la viabilidad de la aeronave como concepto, lo que fue revisado por la NASA en septiembre de ese mismo año. En agosto de 2019, el eXternal Visibility System (Sistema de Visibilidad Externa) del avión comenzó a ser probado exhaustivamente en vuelo a bordo de un Beechcraft King Air UC-12B modificado del Centro de Investigación Langley de la NASA, completando las pruebas con éxito. Por su innovación, en diciembre de 2019, el X-59 fue incluido entre las 100 más grandes innovaciones del año por la revista de divulgación científica estadounidense Popular Science, dentro de la categoría aeroespacial del premio. En el año 2020 se completó con el ensamblado inicial de las alas, y en diciembre se ensamblaron en conjunto la nariz, las alas y el empenaje del avión, lo que significó completar la mitad de la construcción de la aeronave. En 2021, pilotos de prueba de la NASA comenzaron a realizar pruebas en vuelo del Sistema de Navegación Geoespacial de Integración de Ubicación Aérea (ALIGNS), diseñado para mejorar el posicionamiento aéreo preciso entre dos aeronaves en vuelo supersónico, a bordo de aviones McDonnell Douglas F-15 Eagle y F/A-18 Hornet del Centro de Investigaciones de Vuelo Armstrong desde la Base de la Fuerza Aérea Edwards en California, con el fin de prepararse para los futuros vuelos del X-59 en lo que respecta a la fase de evaluación acústica en vuelo del avión. El X-59 será trasladado temporalmente desde California hacia las instalaciones de Lockheed Martin en Texas para comenzar el año 2022 realizando una serie de pruebas críticas en tierra, para garantizar que la estructura de la aeronave es capaz soportar las aceleraciones y tensiones que normalmente ocurren durante el vuelo, en donde también, previo a su regreso hacia California, se evaluara su sistema de combustible. Posterior a ello se continuará con la construcción del avión, hasta que finalmente pueda realizar su primer vuelo más tarde en 2022. A futuro se espera que, luego de realizar las correspondientes pruebas en vuelo para verificar la aeronavegabilidad y el rendimiento esperado del avión, se pueda proceder a probar la tecnología supersónica silenciosa desde mediados de 2022 sobre ciudades a lo largo de los Estados Unidos, con el fin de no solo evaluar los sistemas de la aeronave sino que también las respuestas de las distintas comunidades. Estos resultados, a determinarse aproximadamente entre los años 2023 y 2025, podrían ayudar a dirigir el accionar del Comité sobre la Protección del Medio Ambiente y la Aviación (CAEP) de la Organización de Aviación Civil Internacional, estableciéndose nuevos estándares sobre ruido, permitiendo los viajes comerciales supersónicos sobre tierra.

## Diseño

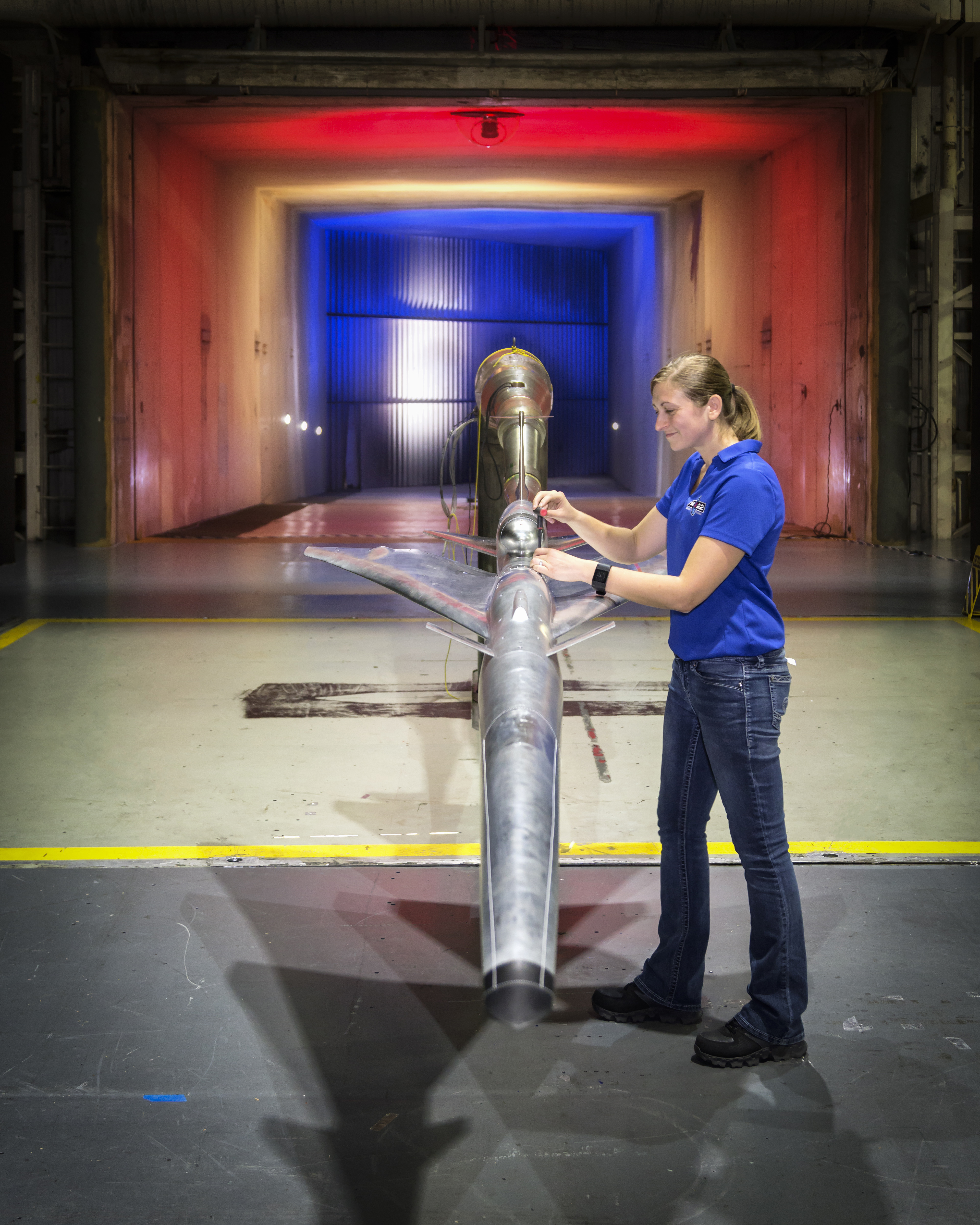
Samantha O'Flaherty, ingeniera de pruebas de Jacobs Technology Inc. finalizando la configuración de un modelo de diseño preliminar del futuro X-59 dentro de un túnel de viento subsónico en el Centro de Investigación Langley de la NASA, 2017.

Si bien la cabina, el asiento eyectable y la cubierta de la carlinga de la aeronave provienen de un Northrop T-38 Talon, su tren de aterrizaje de un General Dynamics F-16 Fighting Falcon del Bloque 25 y su motor, el General Electric F414-GE-100 de 22 000 libras de empuje (98 kN) de los McDonnell Douglas F/A-18 Super Hornet, el X-59, a diferencia de otras aeronaves convencionales, cuenta con alas diseñadas para interactuar con algunas de las características especiales que se encuentran en el diseño propio del avión, como su morro largo, su motor montado en la parte superior del fuselaje y sus canards, con el fin de controlar la ubicación y la fuerza de las ondas de choque del vuelo supersónico. Entre sus dimensiones se encuentran 29 metros de largo (94 ft) y una superficie alar de 9 m (29,5 ft). Su peso máximo de despegue será de 14 700 kg (32 300 lb) y se estima que la aeronave será capaz de alcanzar una velocidad crucero de Mach 1.42 (1510 km/h) a 55.000 pies de altura (16.800 m). Mediante su diseño poco convencional, de un fuselaje largo y angosto y canards para evitar que las ondas de choque se fusionen mediante coalescencia, se espera que el ruido del avión desde el suelo sea de alrededor de 60 decibelios. Mediante ello, además, la explosión o estampido sónico debería pasar a sentirse como un golpe, similar al de una puerta de un automóvil cerrándose, de aproximadamente 75 decibelios de nivel percibido, en comparación con los 105-110 decibelios de nivel percibidos que se experimentaban con el Aérospatiale/BAC Concorde. Sin embargo, la longitud de su largo y puntiagudo morro implica una obstrucción de toda la visión hacia adelante desde la cabina para su único tripulante, por lo que el X-59 utilizará un Sistema de Visión de Vuelo Mejorado (EVS) que consiste en una cámara de resolución 4K delantera con un ángulo de visión de 33° x 19°. Además, la subsidiaria de United Technologies, Collins Aerospace, fue seleccionada para suministrarle al X-59 su sistema de aviónica integrado Pro Line Fusion, para poder visualizar los efectos de la explosión sónica desde el suelo, agregándole también la capacidad de imagen infrarroja al Sistema de Visión de Vuelo Mejorado. La vista frontal de la aeronave, utilizada durante la mayor parte del desarrollo de sus futuros vuelos, será brindada por el Sistema de Visibilidad Externa (XVS) que fue previamente probado en vuelo bordo de un Beechcraft King Air UC-12B modificado del Centro de Investigación Langley de la NASA, mientras que para el aterrizaje se utilizará el sistema de imágenes multiespectrales Collins EVS-3600, que será instalado debajo de la nariz de la aeronave.